# Ritschert

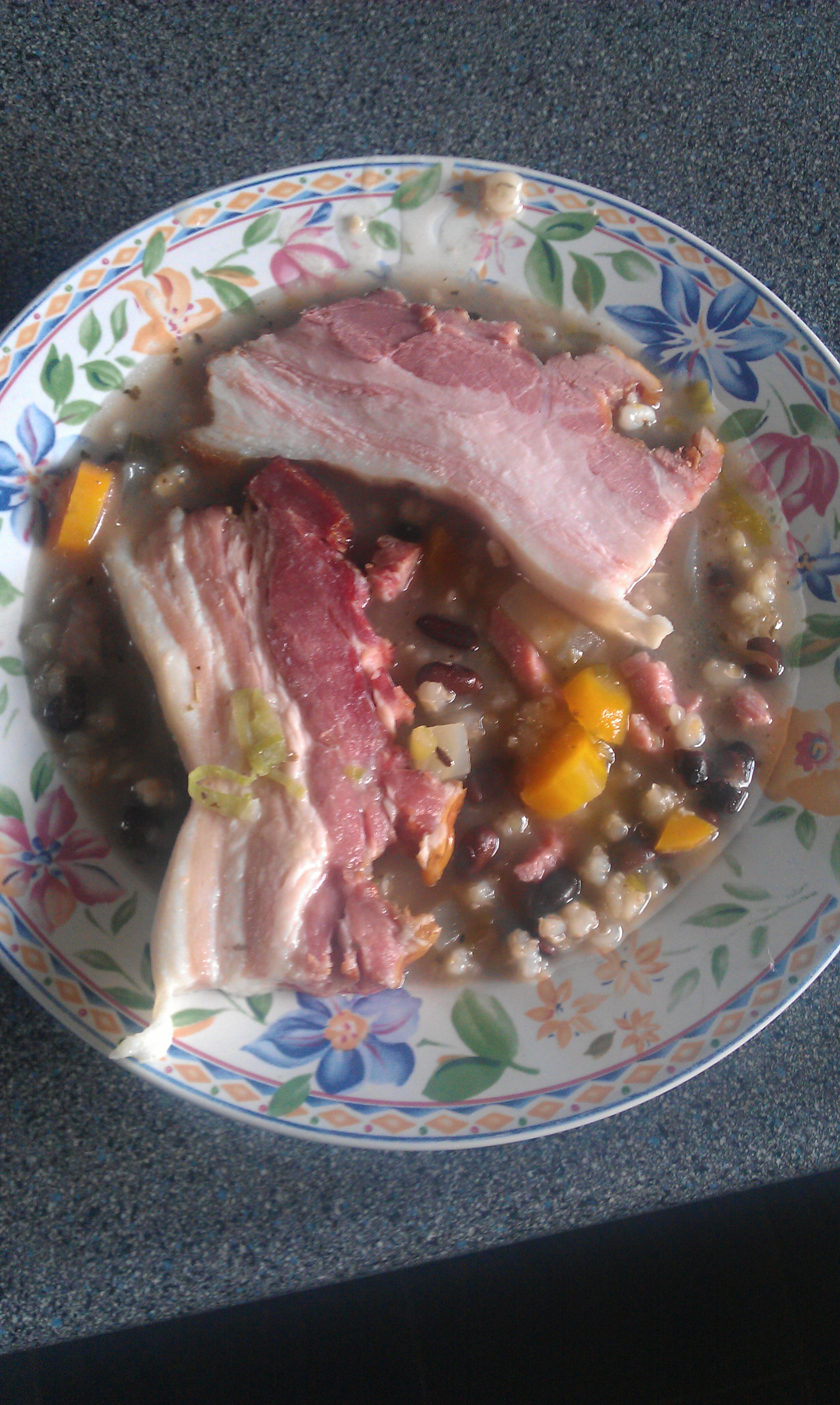
Kärntner Ritschert auf einem Teller

Das Ritschert ist ein in den alpinen Gebieten Sloweniens und Österreichs, auch Bayerns verbreiteter Eintopf.
Ein Synonym ist in Kärnten Gerstbrein, aus dem sich auch das im Slowenischen ebenfalls gebräuchliche ješprenj entwickelt hat. Ritschert ist aus dem slowenischen ričet eingedeutscht. Ričet heißt Gerstengraupe bzw. auch eines der dortigen Nationalgerichte, ein Gersteneintopf.

## Zutaten
Zu den Grundzutaten gehören am Vortag eingeweichte Graupen und Hülsenfrüchte (meist Bohnen, aber auch Erbsen oder Linsen) sowie geselchtes (geräuchertes) (seltener ungeselchtes) Schweinefleisch – bevorzugt werden Stelzen und Rippen. Bohnen, Rollgerste und Fleisch werden mit regional variierenden Gewürzen (Pfeffer, Salz, Bohnenkraut, Liebstöckel, Petersil) und Suppengemüse (Karotten, Sellerie, Lauch, Knoblauch) gemeinsam gekocht, wobei das Salzen zuletzt erfolgt. Das Fleisch wird vor dem Servieren herausgenommen, vom Knochen gelöst und in mundgerechte Stücke geschnitten. Zuweilen wird das Gericht mit Kartoffeln statt Brot gereicht.

## Geschichte
Das Ritschert ist bereits aus urgeschichtlicher Zeit belegt. Archäologische Funde in den Salzbergwerken von Hallstatt belegen, dass Ritschert schon in der Eisenzeit zubereitet wurde. Das nahrhafte Gericht wurde direkt im Berg gekocht. Durch die Lagerung im Salz konserviert, blieben die am Kochgeschirr (Holzlöffel, Gefäßscherben) anhaftenden Nahrungsreste ebenso erhalten wie die Exkremente der Bergarbeiter und konnten analysiert werden. Verwendet wurden Ackerbohnen (Saubohnen; Vicia faba minor), Gerste, Hirse und – wie Knochenfunde belegen – Schweinefleisch. Gewürzt wurde u. a. mit Bärlauch.
Eine erste schriftliche Erwähnung des Gerichtes, wenn auch nicht des Namens, stammt von Paolo Santonino, der 1485 im Bericht von einem Essen im Gailtal den achten Gang als Gerste in fetter Fleischsuppe nennt. Das Wort wurde erstmals 1534 im Klosterkochbuch von Tegernsee als ru(e)tschart genannt.
Das Gericht hat gewisse Ähnlichkeiten mit dem Scholet der ostjüdischen Küche, mit dem Unterschied, dass dort kein Schweine-, sondern Gänse- oder Rindfleisch verwendet wird und auch Kartoffeln zum Einsatz kamen.